# 안성 이세영 묘역
안성 이세영 묘역은 경기도 안성시 양성면 장서리에 있는 무덤이다. 2003년 3월 5일 안성시의 향토유적 제46호로 지정되었다.

## 개요
묘역의 봉분은 쌍분으로 부인 최씨와의 합장묘이다. 묘역의 석물로는 묘표(墓表) 1기, 신도비(神道碑) 1기, 상석(床石) 1기, 문인석(文人石) 2기가 있다. 쌍분 중앙 앞의 묘표는 조선전기의 전형적 양식인 화관석(花冠石) 형태의 비로, 규모는 화관석이50x 22x 28㎝, 비신이 36.3x16.5x80㎝, 비대가 78x49x25㎝이다. 
비신에 기록이 있는데 마모가 심하여 판독이 불가능하다. 비대의 상단에는 연판문(蓮瓣文)의 흔적이 있으며, 전후면 측면은 2구획으로 나누어 안상문(眼象紋)을 좌우측면은 1구획으로 안상문(眼象紋)을 새겨 놓았다. 묘표 앞에는 상석(床石 114.5x76x17㎝)이 배치되어 있다.
묘역 우측의 신도비는 이수ㆍ비신ㆍ비대로 구성되어 있고, 규모는 이수가 71x22x36㎝, 비신이 61.3x15.5x134㎝, 비대가 98.5x58x23㎝로, 총고는 193㎝이다. 비신의 비양(碑陽)에만 기록이 있으며 비신의 상단에 전액(籇額)을“대사헌이공비석(大司憲李公碑石)”이라 횡서로 쓰여 있다. 비제(碑題)가 “유명조선국가선대부사헌부대사헌동지경연세자우빈객양성이공신도비명정존(有明朝鮮國嘉善大夫司憲府大司憲同知經筵世子右賓客陽城李公神道碑銘井存)”으로 되어 있기 때문에 신도비로 분류할 수 있다. 
비문은 정사용(鄭士龍)이 찬(撰)하고, 송인(宋寅)이 전액과 글씨를 썼다. 건립연대는 파악할 수 없다. 충도의 전면에는 한 마리의 이무기가 발톱으로 여의주를 잡고 삼키려는 형상을 조각한 반면, 후면에는 유운문(流雲紋)에 상단에 해를 조각하여 놓았다. 
묘역 좌우에 배치되어 있는 문인석은 북두공복을 하고 있으며, 규모는 좌측의 문인석이 47x37x166㎝,우측이 48x36x146㎝이다.

## 참고 자료
- 안성 이세영 묘역 - 안성문화관광 - 시지정문화재